# 창녕 이씨
창녕 이씨(昌寧李氏)는 경상남도 창녕군을 본관으로 하는 한국의 성씨이다.

## 유래
- 시조: 이정현(李正賢)

시조인 이정현(李正賢)은 자는 경보(敬甫), 시호는 문간(文簡)으로 고려 원종 5년에 출생하여 충선왕 때 과거에 급제하고, 예의판서(禮儀判書)를 거쳐 창산(昌山)군에 봉해졌다. 그래서 후손들은 창녕을 본관으로 하였다.

## 인물
고려시대에 교수(敎授)의 관직에 오른 이원간(李元幹)을 비롯하여 우상시(右常侍) 이구엽(李九燁), 호조판서(戶曺判書)를 지낸 이한직(李漢直)을 비롯하여 현감(縣監) 이귀춘(李貴春) 등을 꼽을 수 있다.
조선시대 절제사(節制使)를 지낸 이연무(李衍茂), 사헌부감찰(司憲府監察) 이방주(李邦柱), 통정대부(通政大夫), 돈령부도정(敦寧府都正)을 지내고 수직(壽職)으로 가선대부(嘉善大夫)에 오른 이운기(李運基), 장락원첨정(掌樂院僉正) 이숭원(李崇元), 훈련원주부(訓鍊院主簿) 이시방(李時芳), 예빈사부정(禮賓寺副正) 이국추(李國樞) 그리고 임진왜란 때 의병을 조직하여 여러 곳에서 활약, 많은 공을 세워 선무원종공신(宣武原從功臣)에 책록되고 청주병마절도사(淸主兵馬節度使)를 지내고 가선대부, 병조참판(兵曺參判)에 추증되었던 이대임(李大任), 학문이 뛰어나 향리에서 후진양성에 전념하여 많은 인재를 배출한 이홍진(李弘眞) 등은 당대 창녕 이씨 가문을 빛낸 인물들이었다.

## 세거지 및 관련 문화재
- 경상북도 포항시 남구 동해면 공당리[7]

- 경상북도 포항시 남구 장기면 창지리

- 경상북도 포항시 남구 구룡포읍 성동리
- 학삼서원(포항시 남구 장기면, 김구 선생의 친필 현판)[8][9][10][11][12][13]

## 본관
- 본관소재지: 경상남도 창녕

창녕(昌寧)은 경상남도 북부에 위치한 지명으로 옛 창녕현(昌寧縣)과 영산현(靈山縣)이 합하여 이루어진 곳이다. 본래 삼한시대에 불사국(不斯國), 이후의 빛벌가야(非火伽倻) 지역이었다. 신라에 의해 555년(신라 진흥왕 16) 하주(下州)가 설치되었고, 565년(진흥황 26) 비자화군(比自火郡) 또는 비사벌군(比斯伐郡)으로 개칭되었고, 757년(경덕왕 16)에 화왕군으로 바뀌었다. 940년(고려 태조 23)에 창녕군으로 고치고, 1018년(현종 9) 밀성군(密城郡: 密陽)의 속현이 되었다. 1172년(명종 2)에 창녕군에 속하기도 하였다. 1274년(원종 15)에 영산현에 감무가 파견되면서 독립하였다. 1414년(태종 14)에 창녕현으로 되었고, 1631년(인조 9) 창녕현이 영산현에 합쳐졌다가 얼마 후에 복귀되었다. 1895년(고종 32) 지방제도 개정으로 대구부 창녕군·영산군이 되었으며, 1896년에 경상남도 창녕군·영산군이 되었다. 1914년 군면 폐합으로 영산군의 일부를 병합하였다. 1960년 창녕면이 읍으로 승격되었다.

## 인구수
- 통계청의 인구조사에 의하면 창녕 이씨는 1985년에는 총 965가구 4,029명, 2000년에는 총 1,289가구 4,132명, 2015년에는 총 3,608명[14]이 있는 것으로 조사되었다.